# Gerukuppe, Arkalgud
Gerukuppe là một làng thuộc tehsil Arkalgud, huyện Hassan, bang Karnataka, Ấn Độ.